# Johann Hoffmann (Dichter)
Johann Hoffmann (häufig auch Johannes Hoffmann; * 12. Juni 1644 in Teichel; † 1. Juni 1718 in Frankenhausen) war ein deutscher Kirchenlieddichter und Pädagoge.

## Leben
Hoffmann war Sohn des Bürgermeisters von Teichel. Nach dem Besuch der Schule von Rudolstadt ging er nach Magdeburg. Dort wurde er von einem Verwandten der Mutter aufgenommen, dem Professor der Theologie und orientalischen Sprachen sowie Pfarrer der Sankt-Jakobi-Kirche Samuel Pomarius. Mit diesem ging er 1667 an das akademische Collegium in Eperies. Dieser wurde dort Professor der Theologie und Direktor des Collegiums. In Eperies kam es allerdings zur Protestantenverfolgung. Daher ging Hoffmann an die Universität Jena, an der er den Magistergrad erhielt.
Hoffmann lehrte als Privatdozent an der Jenaer Universität. 1673 wurde er von Ahasverus Fritsch in dessen Jesusgesellschaft aufgenommen. 1674 erhielt er als Kaiserlicher Pfalzgraf die Dichterkrone. 1676 erhielt er das Amt des Subkonrektors der Schule in Rudolstadt und 1681 wurde er Rektor der Schule in Frankenhausen. Dort verblieb er bis zu seinem Tod.

## Werke (Auswahl)
Hoffmann schrieb mehrere Schauspiele und 48 Kirchenlieder. Daneben veröffentlichte er theologische, philosophische, topographische und genealogische Abhandlungen.
- Heptas Erotematum Philologico-Historicorum. Bauhofer, Jena 1675.
- Disputatio Physica De Animae Rationalis Natura Ac Potentiis. Bauhofer, Jena 1675.
- Nützliches und erbauliches Schauspiel von fürsichtiger und unfürsichtiger Erziehung der heranwachsenden Jugend. 1682.
- Abraham dramaticus. 1684.
- Ad Actum Comicum De Plagio Fratrum, Ernesti Et Alberti, Ducum Saxoniae, Per plagiarium nobilem Conradum a Kauffung ex arce Altenburgica An. 1455. raptorum. Schulzius, Sondershausen 1690 (Schulkomöde des Gymnasiums Frankenhausen). (Digitalisat)
- Die im Leben und Sterben Tugend-belebte Marianne Herodis M. Gemahlin. 1696.